# Magic Moments (film 1984)
Magic Moments è un film del 1984 diretto da Luciano Odorisio.

## Trama
È la storia di tre amici: Roberto, che è arrivato a Roma con il sogno di diventare regista cinematografico, Ben, che aspira a diventare produttore, e il giovane Cico, che fa il comico. Quest'ultimo si innamora presto della bancarellara Cica, mentre Roberto incontra Francesca, che lavora in televisione e si occupa di servizi di moda e costume.

## Colonna sonora
La colonna sonora è dei Matia Bazar, in quell'anno all'apice del successo grazie all'album Tango. Tra i brani, Vacanze Romane, Chanson d'Amour (che diverrà la Souvenir) e l'inedito Orient Express.

## Produzione

### Cast
Lilli Carati recita la piccola parte di una spogliarellista, tornando a lavorare dopo tre anni di assenza dalle scene per problemi di tossicodipendenza.